# I. Marine Expeditionary Force

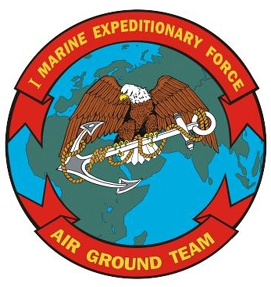
Wappen der 1st Marine Expeditionary Force

Die I. Marine Expeditionary Force (I MEF) ist ein Großverband des US Marine Corps im Rahmen des Marine-Air-Ground-Task-Force-Konzepts (MAGTF). Dieser Verband setzt sich primär aus der 1. US-Marinedivision, dem 3rd Marine Aircraft Wing und der 1st Marine Logistics Group zusammen. In der Regel wird der Verband folgendermaßen buchstabiert: „Eye MEF“ (wegen der Aussprache des I im englischen), „First MEF“ oder „ONE MEF“. Als Verband auf Korps-Ebene wird die I MEF von einem Lieutenant General kommandiert. Derzeitiger Kommandeur ist General Thomas D. Waldhauser, zugleich auch Kommandeur der Marine Corps Forces Central des US Central Command.

## Entstehung
Aufgestellt wurde der Verband am 8. November 1969 auf Okinawa (Japan) als I. Marine Expeditionary Force. Der Verband wurde am 18. August 1970 in I. Marine Amphibious Force umbenannt und im April 1971 nach Camp Pendleton verlegt. Am 5. Februar 1988 wurde er dann wieder in I. Marine Expeditionary Force umbenannt.

## Allgemein
Einsatzgruppierungen nach dem MAGTF Konzept beinhalten grundsätzlich vier Grundkomponenten: Stabskomponente (Command Element), Bodenkampfkomponente (Ground Combat Element), Luftkampfkomponente (Aviation Combat Element) und eine Versorgungskomponente (Combat Service Support Element).
Die drei Marine Expeditionary Forces bilden die Fleet Marine Force, eine weltweit eingesetzte Krisenreaktionskraft, welche von den fünf Einsatzflotten der US Navy aus agiert. Dabei sind die I MEF und III MEF im Pazifikraum und die II MEF im Atlantikraum eingesetzt.
Das Hauptquartier der I MEF ist die Marine Corps Base Camp Pendleton in Kalifornien. Sie ist regional zuständig für die Westküste der Vereinigten Staaten. Ihr unterstehen im Rahmen des MAGTF-Konzepts folgenden Einheiten:

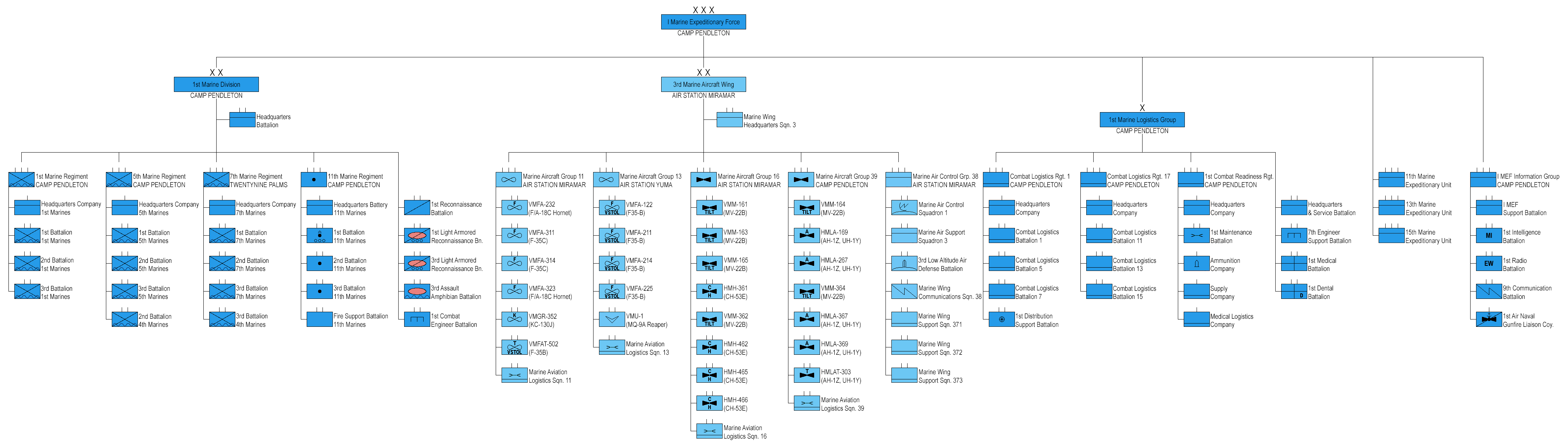
Struktur der I MEF

- Bodenkampfkomponente: 1. US-Marinedivision
- Luftkampfkomponente: 3. Marine Aircraft Wing
- Versorgungskomponente: 1. Marine Logistics Group
- Stabskomponente: I Marine Expeditionary Force Headquarters Group
  - 1. Intelligence Battalion
  - 9. Communication Battalion
  - 1. Radio Battalion
  - 1. Air Naval Gunfire Liaison Company
- 1. Marine Expeditionary Brigade
- 11. Marine Expeditionary Unit
- 13. Marine Expeditionary Unit
- 15. Marine Expeditionary Unit

Auftrag der I MEF ist der Einsatz an vorderster Front bzw. das Oberkommando über gemischten Verbände der US Marines und Sanitäter der US Navy.

## Einsätze
Die I MEF war Bestandteil folgender Operationen der US-Streitkräfte:
- Operation Desert Shield – Südwestasien – August 1990 – April 1991
- Operation Desert Storm – Südwestasien – August 1990 – April 1991
- Operation Restore Hope – Dezember 1992 – Mai 1993
- Operation Southern Watch – Irak – Januar 1998 – Februar 1998
- Operation Desert Thunder – Irak – Februar 1998 – Juni 1998
- Operation Enduring Freedom – Kuwait, Afghanistan – November 2002
- Operation Iraqi Freedom – Irak – März 2003 – noch immer dort eingesetzt
- Operation Vigilant Resolve -Irak – April 2004
- Operation Phantom Fury – Irak – November 2004

## Liste der Kommandeure

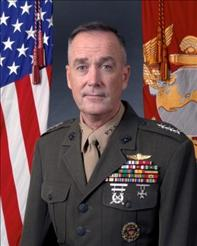
LtGen. Joseph F. Dunford, Jr., Kommandierender General der I. Marine Expeditionary Force (2009–2010)

| Name                   | Beginn der Berufung | Ende der Berufung |
| ---------------------- | ------------------- | ----------------- |
| Thomas D. Waldhauser   | 2010                | ---               |
| Joseph F. Dunford, Jr. | 2009                | 2010              |
| Samuel T. Helland      | 2007                | 2009              |
| James N. Mattis        | 2006                | 2007              |
| John F. Sattler        | 2004                | 2006              |
| James T. Conway        | 2002                | 2004              |
| Michael W. Hagee       | 2000                | 2002              |
| ...                    |                     |                   |
| Anthony Zinni          | 1994                | 1996              |
| ...                    |                     |                   |